# Laurel und Hardy: The Hoose-Gow

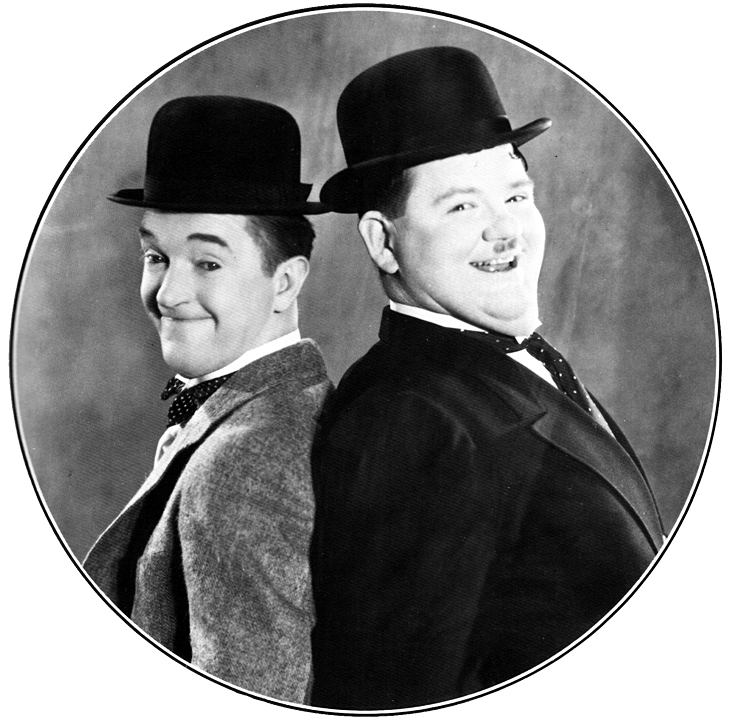
Laurel und Hardy

The Hoose-Gow (deutsch: Unschuldig hinter Gittern / Kittchen) ist eine US-amerikanische Kurzfilm-Komödie aus dem Jahre 1929 mit dem Komikerduo Stan Laurel und Oliver Hardy in den Hauptrollen.

## Handlung
Laurel und Hardy sind verhaftet worden und werden ins Gefängnis gebracht. Im Gefängnis werden sie vom Direktor (Tiny Sandford) empfangen. Die Jungs beteuern ihre Unschuld und behaupten, sie hätten ’die Razzia nur beobachtet’, aber das stößt auf taube Ohren.
Es folgt eine nette Szene, in der Laurel einen Apfel in seinem Mund versteckt und ihn dann nicht mehr herausbekommt. Nach einer Phase leichter Panik tritt ihm der Direktor in den Hintern, woraufhin Laurel den Apfel sehr zu seiner eigenen Erleichterung ganz verschluckt. Dann wirft der Direktor Hardys Apfel über die Mauer, wobei er nicht weiß, dass er damit ein geheimes Zeichen an außerhalb der Haftanstalt wartende Komplizen von Insassen handelt. Diese sind nun alarmiert und sie werfen pflichtbewusst eine Strickleiter über die Mauer. Der Gefängnisdirektor merkt dies und klettert selbst die Leiter hinauf, sehr zur Überraschung der Typen draußen, die schnell verschwinden und die Strickleiter loslassen, so dass der Direktor abstürzt. Von hier an sind die Karten der Jungs schlecht, da ihnen die Schuld an dem Vorfall gegeben wird.
Die Gefangenen werden nun zu harter Arbeit in einer Straßenbaukolonne eingesetzt. Es gibt hier einige klassische Laurel & Hardy Spielchen, vor allem den wiederkehrenden Gag, bei dem sich Laurels Hacke immer wieder in Hardys Jacke verfängt und diese langsam aber sicher zerreißt.

## Kommentare
- „Slapstick pur, aber wer sich nicht kaputtlacht, muss Kiefersperre haben... Sie sind die beiden dümmsten Häftlinge, die je zusammen in eine Zelle gegangen sind. Das Ergebnis ist eine kontinuierliche Abfolge von krawalligen Episoden und die Zerstörung sowohl der Disziplin als auch des Gefängnisses... Ein Gegengift für jeden Gefängnisfilm - und eine Satire auf alle von ihnen.“ Motion Picture Magazine (Februar 1931) in: The Laurel & Hardy Blog
- „Nicht, dass ich den Film nicht mag, aber ich fand ihn schon immer ziemlich abgedroschen. Die Eröffnungssequenz mit dem Apfel und der Mauer wirkt gezwungen und uninspiriert, und es gibt tausend tortenschlachtartige Routinen im Film. Das Beste ist das mittlere Drittel, aber ähnliche Gags (das Spiel mit Werkzeugen und Hacken und Äxten) haben sie woanders viel besser gemacht. Aber ich gebe zu, dass das Fällen des Baumes mit dem Wächter darin ein großartiges Stück ist.  An The Hoose-Gow gibt es nichts auszusetzen, aber es gibt nicht viel, was besonders einprägsam oder originell ist. Wie in einigen der frühen Tonfilme gibt es Momente, in denen die Komik zündet, und es gibt auch einen guten Running Gag mit Stan, Wie er ständig mit einer Axt oder einer Hacke in Ollies Jacke kommt. Hoose-Gow schlendert dahin, während Laurel und Hardy Dinge tun, die sie schon einmal getan haben und wieder tun würden. Soweit ich das beurteilen kann, enthält dieser Film die frühesten Auftritte von zwei von Ollies Lieblingssprüchen: ’Why don't you do something to help me?’ und ’No, no, no, no, NO!’, in diesem Sinne ist The Hoose-Gow vielleicht nicht hysterisch, aber historisch.“ John Larrabee in: Laurel and Hardy Central

## Trivia
Der Piekser mit Laurels Spitzhacke in Hardys Allerwertesten soll versehentlich wirkliche Schmerzen verursacht haben. Ollies Aufschrei war also nicht nur gespielt (Another Nice Mess).